# Idete (Mufindi)
Idete ist ein Verwaltungsbezirk (englisch Ward) des Distrikts Mufindi in der tansanischen Region Iringa.

## Geografie
Idete liegt im südlichen Hochland von Tansania etwa 70 Kilometer Luftlinie südlich der Distrikthauptstadt Mafinga. Die Grenze im Osten bildet teilweise der Fluss Mnyera. Der Bezirk grenzt im Norden an Kiyowela, im Nordosten an Makungu, im Osten an die Region Morogoro, im Süden an Ikonde, im Südwesten an Ninga und im Westen an Mahongole und Kitandililo. Bei der Volkszählung 2022 lebten 5822 Menschen in 1471 Haushalten auf einer Fläche von 601 Quadratkilometern.

## Gliederung
Der Bezirk besteht aus drei Gemeinden (swahili Mtaa) mit neun Orten (Kitongoji):
| Idete - Mjimwema - Sikauka - Miyomboni | Holo - Holo - Kibalanga - Holo S/Msingi | Itika - Itika S/Msingi - Ilangamoto - Njegime |